# Bagadó
Bagadó é um município da Colômbia, localizado no departamento de Chocó.